# Рапоне (Авелино)
Рапоне је насеље у Италији у округу Авелино, региону Кампанија.
Према процени из 2011. у насељу је живело 118 становника. Насеље се налази на надморској висини од 399 м.